# Вовчанська центральна районна бібліотека ім. О. Досвітнього
Вовчанська центральна районна бібліотека ім. О. Досвітнього — головна бібліотека у Вовчанському районі, яка є методичним центром для бібліотек, які входять до Вовчанської централізованої бібліотечної системи. Знаходиться у м. Вовчанськ. Названа на честь Олеся Досвітнього.

## Історія
У жовтні 1892 року у Вовчанську за ініціативи Василя Колокольцова відкрили першу публічну бібліотеку в місті — «Народний дім». До фонду бібліотеки були подаровані книги з особистих книгозбірень місцевих поміщиків, головно, з великої бібліотеки самого Василя Колокольцова з його екслібрисом. Спочатку вартість користування книгами бібліотеки складала 3 рублі на рік. Окрім членських внесків користувачів бібліотеки, фонд бібліотеки збільшувався коштом субсидій Вовчанського повітового земства та міської управи.
У бібліотеці працював читальний зал, де користувачі бібліотеки мали змогу читати періодичні видання. Також у бібліотеці ставились любительські концерти, вистави, вокально-музичні вечори, які відбувалися у парадній залі земства. В них брали участь викладачі та учні учительської семінарії.
У 1900 році бібліотека отримала більше приміщення у Будинку дворянського зібрання та були закуплені спеціальні книжкові шафи та стелажі. На той час у Вовчанській бібліотеці було більше 4000 томів літератури та понад 300 користувачів.
Напередодні Першої світової війни фонд бібліотеки збільшився до близько 10 тис. томів та мала близько 1000 користувачів.
У 1977 році на базі Вовчанської центральної районної бібліотеки було утворено централізовану бібліотечну систему, до якої увійшли всі бібліотеки Вовчанського району.
Наприкінці 1990-х років до складу Вовчанської централізованої бібліотечної системи входило 36 бібліотек: центральна районна та центральна районна дитяча та юнацька бібліотеки та 34 сільські бібліотеки-філії.
Станом на 1 січня 2017 року фонд Вовчанської централізованої бібліотечної системи складав 520 904 примірників. Керівником бібліотеки була Стрижакова Неля Іванівна.